# Калининское сельское поселение (Рязанская область)
Кали́нинское се́льское поселе́ние — муниципальное образование в Ухоловском районе Рязанской области России.

## Население
| 2010  | 2012  | 2013  | 2014  | 2015  | 2016  | 2017  |
| ----- | ----- | ----- | ----- | ----- | ----- | ----- |
| 1175  | ↘1154 | ↘1126 | ↘1088 | ↘1066 | ↘1052 | ↘1045 |
| 2018  | 2019  | 2020  | 2021  |       |       |       |
| ↘1017 | ↘1001 | ↘990  | ↗1011 |       |       |       |

## История
Сельское поселение образовано в ходе муниципальной реформы 2006 года путём объединения Александровского, Дегтяно-Борковского и Калининского сельских округов.

## Административное устройство
Административное устройство сельского поселения определяются законом Рязанской области от 07.10.2004 № 99-ОЗ.
Границы сельского поселения определяются законом Рязанской области от 11.11.2008 № 166-ОЗ.

## Состав сельского поселения
| №  | Населённый пункт    | Тип населённого пункта          | Население |
| -- | ------------------- | ------------------------------- | --------- |
| 1  | Александровка       | село                            | ↘292      |
| 2  | Дегтяные Борки      | село                            | ↘245      |
| 3  | Зароща              | посёлок                         | 0         |
| 4  | Зорино              | село                            | ↘11       |
| 5  | Калинин             | посёлок, административный центр | 292       |
| 6  | Красная Слобода     | деревня,                        | 18        |
| 7  | Красный             | посёлок                         | 99        |
| 8  | Курбатовка          | деревня                         | ↘24       |
| 9  | Мостье              | село                            | ↘150      |
| 10 | Поляки              | деревня                         | ↘33       |
| 11 | Поляковские Выселки | посёлок                         | 11        |

## Местное самоуправление
Главы сельского поселения
- Воронкова Алевтина Александровна

Администрация сельского поселения
Адрес: 391933, Рязанская область, Ухоловский район, п. Калинин, ул. Новая, д. 3